# Kolonia Małobądz
Kolonia Małobądz – południowo-wschodnia dzielnica Czeladzi w Polsce, położona w województwie śląskim, w powiecie będzińskim.

## Historia
Kolonia Małobądz to zachodnia kolonia Małobądza, od 1867 w gminie Gzichów. 2 sierpnia 1915, po zniesieniu gminy Gzichów, wraz z Małobądzem włączona do Będzina. W jej obszarze istniało osiedle slumsów Brazylia, zamieszkiwane przez najuboższych robotników kopalni „Czeladź” oraz pobliskiej huty „Aleksander” (od 1918 „Milowice”); w latach 1947–1952 zbudowano tu osiedle domków drewnianych podarowanych przez Finów, likwidując jednocześnie Brazylię.
1 kwietnia 1951, w związku z nadaniem Czeladzi statusu powiatu grodzkiego i planami powiększenia jej granic, kolonię Małobądz wyłączono z Będzina (a zarazem odłączono od Małobądza) i włączono do Czeladzi.